# 堪察加景天
堪察加景天（学名：Sedum kamtschaticum）为景天科景天属的植物。分布在日本、俄罗斯、朝鲜以及中国大陆的山西、吉林、河北、内蒙古等地，生长于海拔600米至1,800米的地区，多生于多石山坡，目前尚未由人工引种栽培。

## 别名
石板菜、黄菜子、费菜（改订植物名汇） 金不换（北京植物志） 北景天（东北植物检索表） 横根费菜（内蒙古植物志）